# Oskar Oehler
Pour les articles homonymes, voir Oehler.
Oskar Oehler (né le 2 février 1858 à Annaberg (Erzgebirge), décédé le 1er octobre 1936 à Berlin) est un clarinettiste et facteur d'instruments de musique allemand. Il est le créateur du clétage système Oehler.

## Biographie
Dès 1858, Oskar Oehler déménage avec ses parents à Weida, dans l'est de la Thuringe, où il fait un apprentissage de facteur d'orgue à partir de 1873. À partir de 1876, Oehler prend des cours de clarinette dans l'orchestre municipal de la ville, avant de devenir membre de l'Orchestre philharmonique de Berlin en 1883, après avoir été employé comme clarinettiste à Halle (Saale), Nice, Hambourg et Londres. En 1887, il ouvre à Berlin-Schöneberg un atelier de fabrication d'instruments à vent de la famille des bois pour se consacrer principalement à la fabrication de clarinettes, à l'amélioration de la perce et à la confection de bec. Il abandonne son métier de clarinettiste de l'Orchestre philharmonique de Berlin en 1888.

## Facteur d'instruments
Parmi les améliorations acoustiques et mécaniques qu'Oehler a développées pour les clarinettes, la plus connue est le système Oehler qui porte son nom - la mécanique de la fourche si/fa avec un plateau sur la partie inférieure. Il l'aurait conçue sur un sous-verre à bière lors d'un "pot du soir" et l'aurait immédiatement mise en pratique avec Friedrich Gustav Uebel dans son atelier. Les intentions techniques d'Oehler ne nous sont pas parvenues, car le modèle de brevet déposé n'est plus conservé en tant que document. Ce qui est sûr, c'est qu'il voulait améliorer le son et la justesse du doigté de fourche si bémol / fa 2. Il a également obtenu une justesse plus équilibrée de la clarinette, en particulier dans le troisième registre. Le système Oehler est aujourd'hui encore fabriqué sans modification par presque tous les fabricants de clarinettes allemandes et est considéré comme le standard pour les instruments professionnels. Cette évolution est considérée par beaucoup comme la dernière grande amélioration du système de clarinette allemand.
Parmi ses élèves, on compte notamment Georg Graeßel (Nuremberg), Friedrich Arthur Uebel (Markneukirchen) et Ludwig Warschewski (Stockholm).

## Littérature
- (de) Berliner Philharmoniker: Variationen mit Orchester – 125 Jahre Berliner Philharmoniker, Band 2, Biografien und Konzerte, Verlag Henschel, mai 2007  (ISBN 978-3-89487-568-8).
- (de) Reil, Thomas; Weller, Enrico: Der Klarinettenbauer Oskar Oehler. Meisterleistungen deutscher Instrumentenbaukunst – Sonderausstellungen des Musikinstrumenten-Museums Markneukirchen, Band 1, Markneukirchen: Verein der Freunde und Förderer des Musikinstrumenten-Museums Markneukirchen e. V. (Hrsg.), 2008  (ISBN 978-3-00-025113-9).